# Im Nayeon
Im Nayeon — дебютный мини-альбом южнокорейской певицы Им Наён, вышедший 24 июня 2022 года на лейбле JYP Entertainment и Republic Records. Альбом состоит из 7 треков.

## Об альбоме
19 мая 2022 года в социальных сетях группы «Twice» было объявлено, что Наён выпустит свой дебютный альбом 24 июня. Альбом состоит из 7 треков, включая трек «No Problem» записанную совместно с Ли Феликсом из южнокорейского бой-бэнда «Stray Kids» и «Love Countdown» записанный совместно с южнокорейским рэпером Wonstein.

## Критика

### Отзывы в специализированных музыкальных изданиях
| Совокупная оценка | Совокупная оценка |
| Источник          | Оценка            |
| ----------------- | ----------------- |
| Metacritic        | 79/100            |
| Оценки критиков   |                   |
| Источник          | Оценка            |
| NME               | [ 7 ]             |
| AllMusic          | [ 8 ]             |
| IZM               | [ 9 ]             |
| Sputnikmusic      | 4.1/5             |

Альбом получил в целом положительные отзывы критиков, на сайте-агрегаторе Metacritic альбом получил 79 баллов из 100 на основе 5 рецензий, что указывает на «в целом положительные отзывы». 
По мнению, Кристин Квак из Rolling Stone заглавный трек «Pop!» «вызывает в воображении классических «Twice», от веселого ритма жевательной резинки до захватывающей мелодии и милой лирики».
Райан Дэйли из NME считает, что пластинка «получилась теплой и гостеприимной, даже если она не сильно отличается от того, что вы ожидаете». Йеспер Л из музыкального интернет-сайта SputnikMusic отмечает, что альбом имеет много общего с группой «Twice».

## Коммерческий успех
23 июня 2022 года за сутки до выхода альбома было объявлено, что предзаказов на альбом было 500 000.

## Список композиций
| №                   | Название                                | Автор               | Длительность |
| ------------------- | --------------------------------------- | ------------------- | ------------ |
| 1.                  | «Pop!»                                  | Lee Seu-ran         | 2:48         |
| 2.                  | «No Problem» (совместно с Ли Феликсом)  | Jankel              | 3:16         |
| 3.                  | «Love Countdown» (совместно с Wonstein) | Им Наён, Wonstein   | 3:17         |
| 4.                  | «Candyfloss»                            | Shim Eun-ji         | 3:01         |
| 5.                  | «All or Nothing»                        | Им Наён             | 3:04         |
| 6.                  | «Happy Birthday to You»                 | E.One               | 3:05         |
| 7.                  | «Sunset»                                | Park Woo-sang       | 3:13         |
| Общая длительность: | Общая длительность:                     | Общая длительность: | 21:44        |

## Чарты

### Еженедельные чарты
| Чарты (2022)                             | Высшая позиция |
| ---------------------------------------- | -------------- |
| Canadian Album Chart (Billboard)         | 54             |
| Finnish Albums (Suomen virallinen lista) | 25             |
| Japanese Albums (Oricon)                 | 6              |
| Japanese Digital Albums (Oricon)         | 7              |
| Japanese Hot Albums (Billboard Japan)    | 19             |
| Polish Albums (ZPAV)                     | 38             |
| South Korean Albums (Gaon)               | 1              |
| Billboard 200                            | 7              |